# Arsfenamina

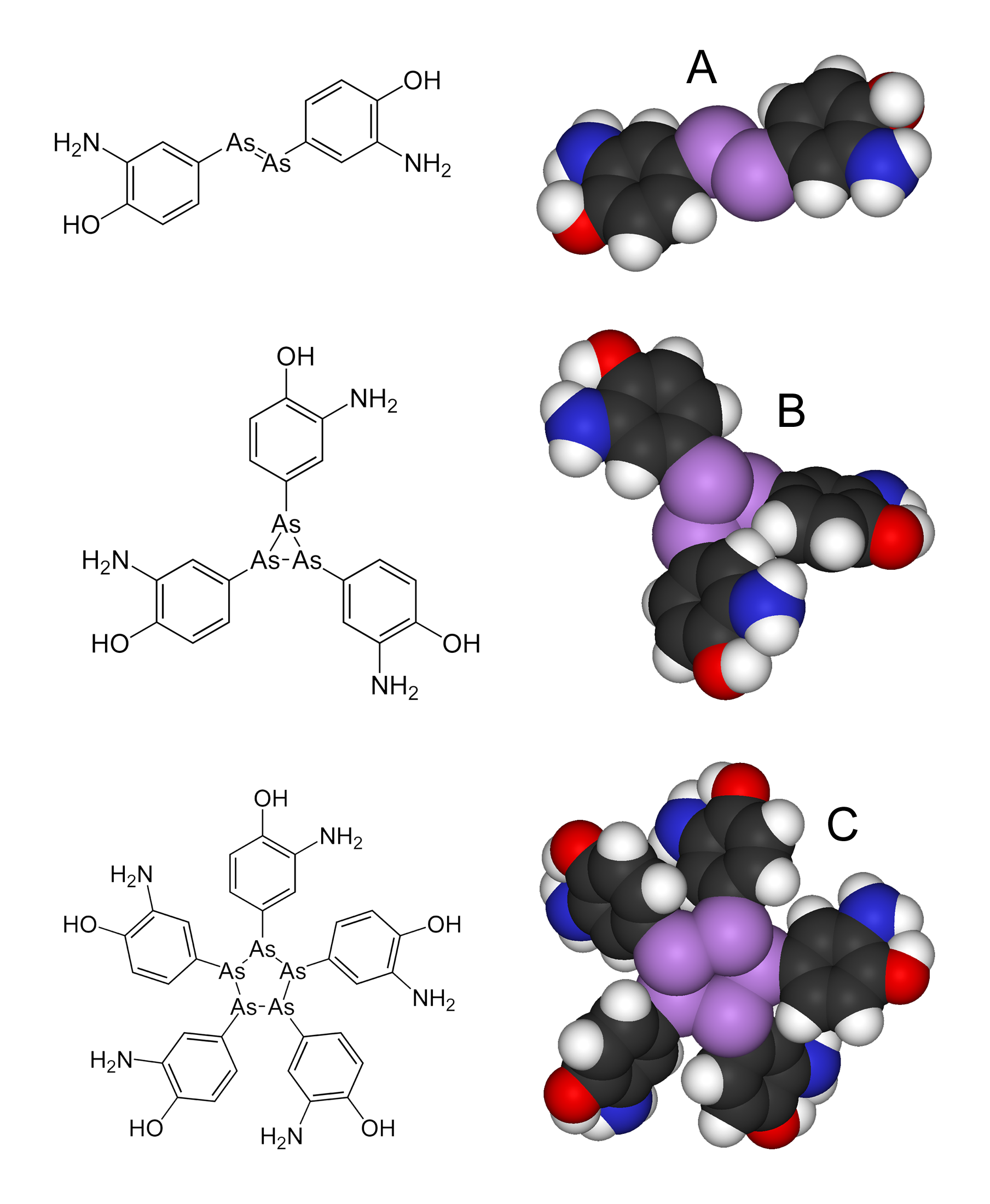
Estructura de la arsfenamina; se creía que era la A hasta 2005, donde una nueva investigación sugirió una estructura compuesta entre el trímero B y el pentámero C.

La arsfenamina fue uno de los primeros fármacos que curó una enfermedad infecciosa de elevada mortalidad: la sífilis, además también se utilizó para el tratamiento de la tripanosomiasis humana africana. Fue comercializado bajo la marca de «Salvarsán» en 1910 y se denominó la «bala mágica» del bacteriólogo alemán Paul Ehrlich. También es conocido como «compuesto 606», por ser el orden de pruebas de este compuesto sintético.
Ehrlich creía que era posible obtener un compuesto químico que pudiera curar específicamente la sífilis sin dañar al paciente. Convencido de que el arsénico era clave para curar la sífilis, una grave enfermedad venérea, Ehrlich sintetizó centenares de compuestos orgánicos del arsénico. Más tarde inyectó estos compuestos en ratones previamente infectados con el organismo causante de la enfermedad, la Treponema pallidum. Algunos de los 605 compuestos probados mostraron ciertos indicios prometedores, pero morían demasiados ratones.
En 1910, fabricó y probó el compuesto número 606, la arsfenamina, que restablecía plenamente a los ratones infectados. Este compuesto sintético resultó ser eficaz, curando la enfermedad y sin ser tóxico para el paciente. Hoy en día ya no se utiliza salvarsán para tratar la sífilis, ya que fue reemplazado en la década de 1940 por un producto mucho más efectivo, el antibiótico penicilina, descubierto en 1928 por Alexander Fleming, científico influido en sus investigaciones por el propio Ehrlich.
En el año 2005 los investigadores determinaron que la estructura era un compuesto de un trímero cíclico y un pentámero, en contraposición a lo que hasta entonces se había pensado (véase imagen).
A dosis altas, la arsfenamina puede ser tóxica, dado que contiene arsénico (véase intoxicación por arsénico).